# Little Miss Muffet

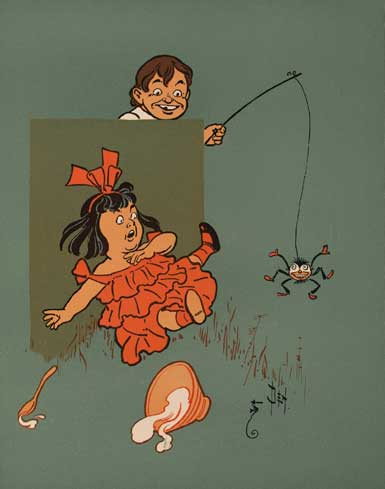
Иллюстрация Уильяма Денслоу

«Little Miss Muffet» — популярная английская детская потешка, одна из наиболее часто попадавших в печать в середине XX века. Согласно «Индексу народных песен Роуда» (англ. Roud Folk Song Index) имеет номер 20605.

## Наиболее распространённая версия
Английский оригинал:

Little Miss Muffet
Sat on a tuffet,
Eating her curds and whey;
Along came a spider,
Who sat down beside her
And frightened Miss Muffet away

Девочка Муфточка,
Сев на минуточку,
Приготовилась съесть творожок.
Тут пришел паучок,
И присел рядом с ней —
А она убежала скорей.

Села Настя на лугу
Съесть немного творогу́.
Вдруг приполз паук мохнатый
С толстым брюхом волосатым.
Наша Настя испугалась
И домой бегом помчалась.
— Перевод Е.Харламовой

## Происхождение и интерпретации

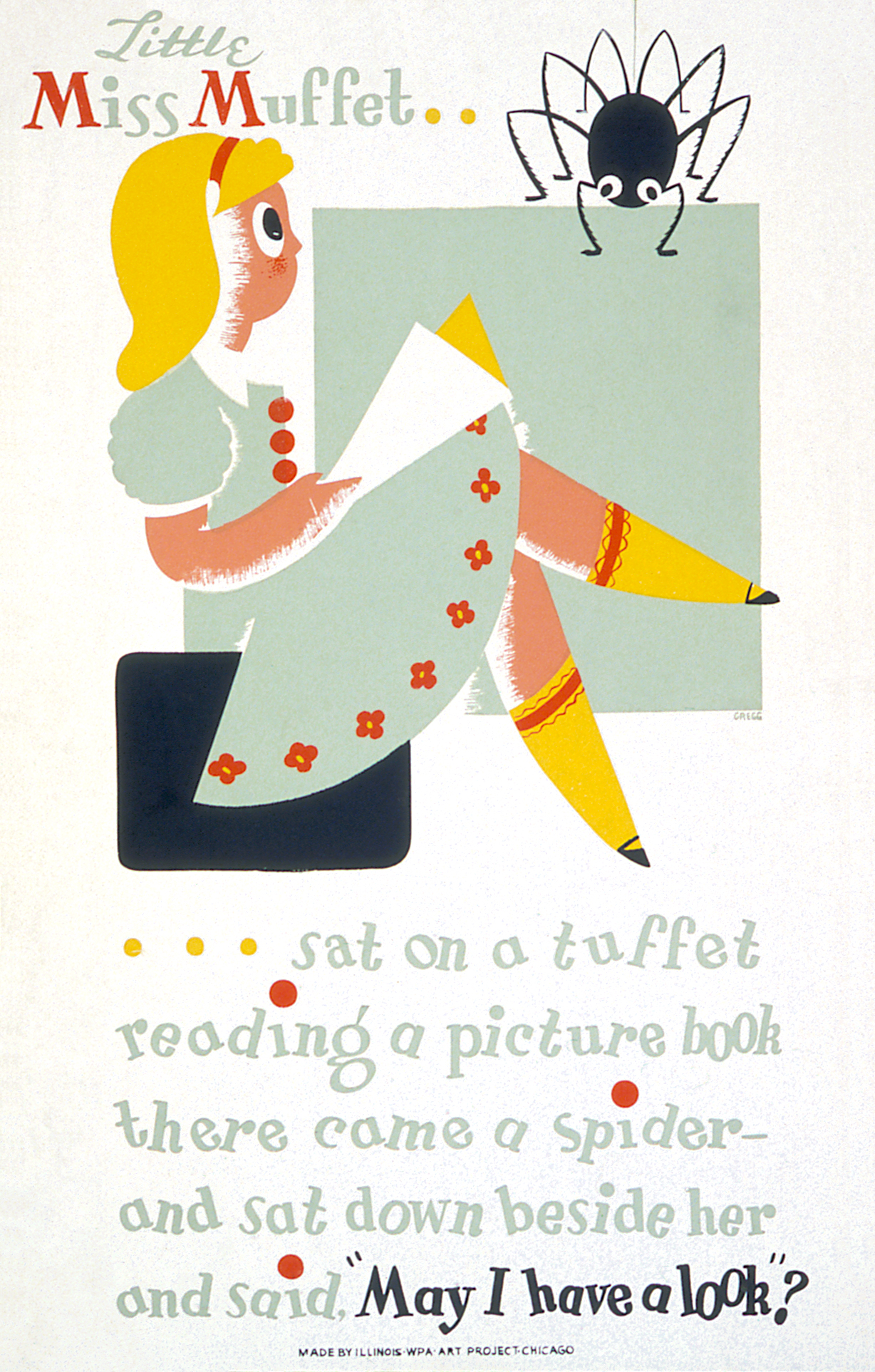
Плакат WPA 1940 года, использующий переделку «Little Miss Muffet» для пропаганды чтения среди детей

Потешка была впервые напечатана в 1805 году, в книге под названием «Songs for the Nursery» («Песни для детской»). Как и у многих других потешек, её происхождение неясно. Некоторые исследователи утверждают, что она была написана доктором Томасом Маффетом (умер в 1604 г.), английским энтомологом XVII столетия, по поводу его падчерицы Пэйшенс (Patience); другие утверждают, что стишок относится к Марии Шотландской (1543—1587), которая, как говорили, была напугана религиозным реформатором Джоном Ноксом (1510—1572). Однако первое объяснение является спекулятивным, а во втором сомневается большинство литературоведов, которые отмечают, что истории о связи народных сказок и песен с политическими событиями зачастую сами относятся к области городских легенд.

## Варианты текста
В XIX веке существовали также альтернативные варианты текста, которые разучивали в некоторых странах, где простокваша/творог не являлись широко распространёнными продуктами питания. Также в некоторых альтернативных версиях было другое вступление, в том числе: «Little Mary Ester, Sat upon a tester» («Крошка Мэри-Эстер села на тестер») (1812 год), «Little Miss Mopsey, Sat in the shopsey» («Мопси-лапочка села на лавочку») (1842 год). Эти рифмы могут быть пародиями в зависимости от того, какой вариант является основным.

## Культурное влияние
- В ревю 1960 года «Beyond the Fringe» английский юморист и музыкант Дадли Мур спел «Little Miss Muffet» в стиле Питера Пирса как если бы оно было положено на музыку Бенджамина Бриттена.
- В видеоигре «Undertale» 2015 года среди персонажей есть антропоморфная паучиха по имени Маффет.